# Fødselsdagsparadokset
Fødselsdagsparadokset er et statistisk fænomen, der ikke er et paradoks i klassisk betydning, men omtales som sådan, fordi de faktuelle omstændigheder er i modstrid med den intuitive opfattelse. Sandsynligheden, for at der i en tilfældigt sammensat gruppe er to personer med samme fødselsdag, overstiger 50%, når der er 23 eller flere personer i gruppen. Med 57 eller flere personer i gruppen stiger sandsynligheden til 99%. Sandsynligheden er 100%, når der er 366 eller flere personer i gruppen.
Beregningen tager ikke hensyn til skuddage.
| Matematik | Spire Denne artikel om matematik er en spire som bør udbygges. Du er velkommen til at hjælpe Wikipedia ved at udvide den. |

| filosofi | Spire Denne filosofiartikel er en spire som bør udbygges. Du er velkommen til at hjælpe Wikipedia ved at udvide den. |